# Denisia luticiliella
Denisia luticiliella is een vlinder uit de familie sikkelmotten (Oecophoridae). De wetenschappelijke naam is voor het eerst geldig gepubliceerd in 1877 door Erschoff.
De soort komt voor in Europa.